# Фраканцано, Франческо
Франческо Фраканцано (итал. Francesco Fracanzano; 9 июля 1612, Монополи, Апулия —1656, Неаполь) — итальянский живописец периода барокко неаполитанской школы. Караваджист. Младший брат живописца Чезаре Фраканцано. В 1622 году он переехал из Апулии в Неаполь, чтобы вместе с братом стать учеником Хосе де Риберы. Был женат на Джованне, сестре неаполитанского художника Сальватора Розы, который стал учеником Фраканцоне.
Фраканцано испытал влияние неаполитанского тенебризма и натурализма живописи фламандских художников эпохи барокко. Его главным произведением считаются две картины «Истории из жизни Сан-Грегорио-Армено» 1635 года в церкви Сан-Грегорио-Армено в Неаполе.
Жизнь Франческо Фраканцано была необычайной и трагичной. Он участвовал в неудачном восстании Мазаньелло. Семейная жизнь Франческо была несчастливой, по наущению жены он совершил преступления, за которые был осуждён. Скончался в 1656 году во время эпидемии чумы в Неаполе.
Его сын Микеланджело Фраканцано также был художником, однако ему не удалось повторить успех своего отца.

## Галерея

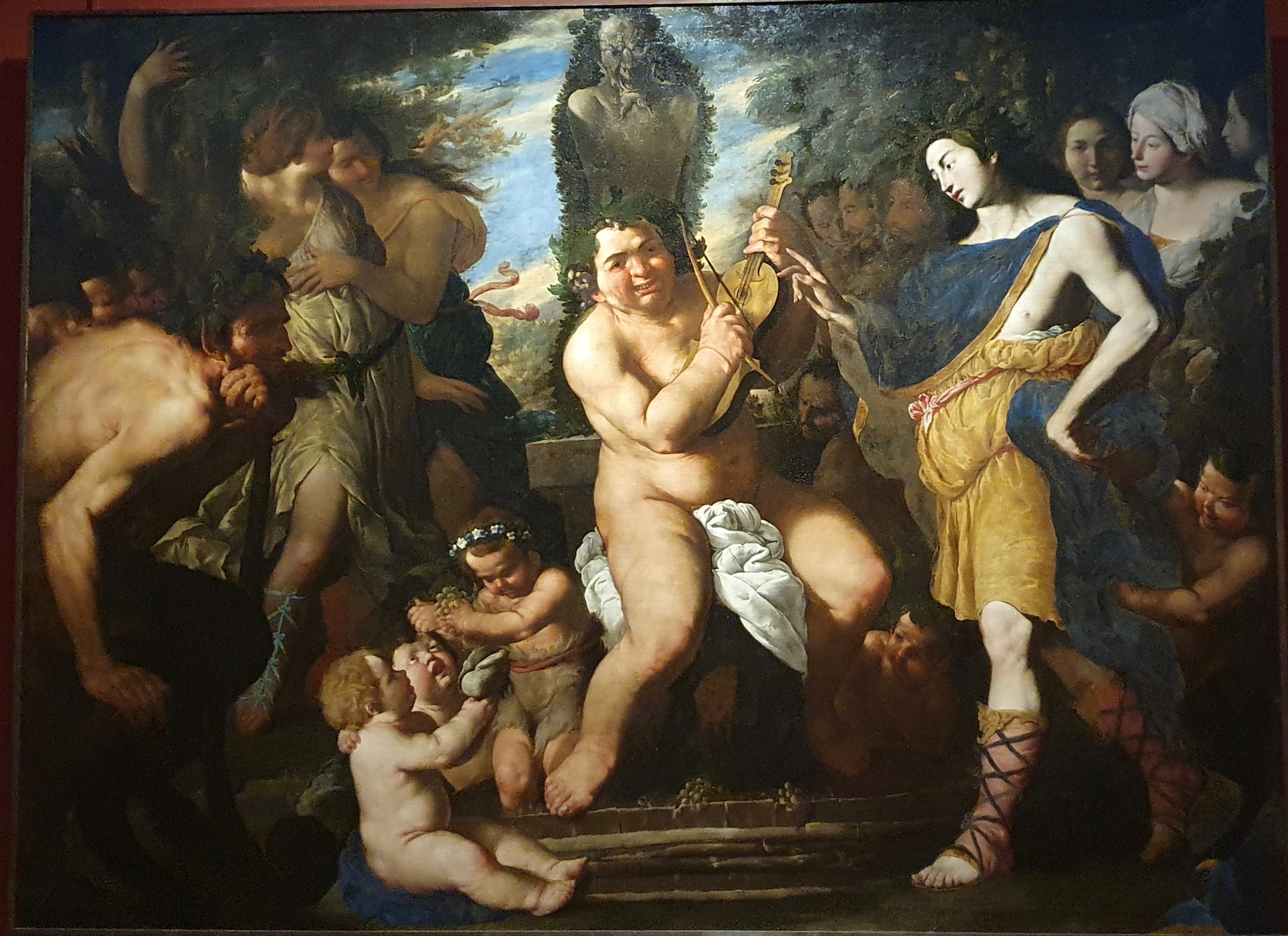
Триумф Вакха. Между 1635 и 1640. Холст, масло. Музей Каподимонте, Неаполь
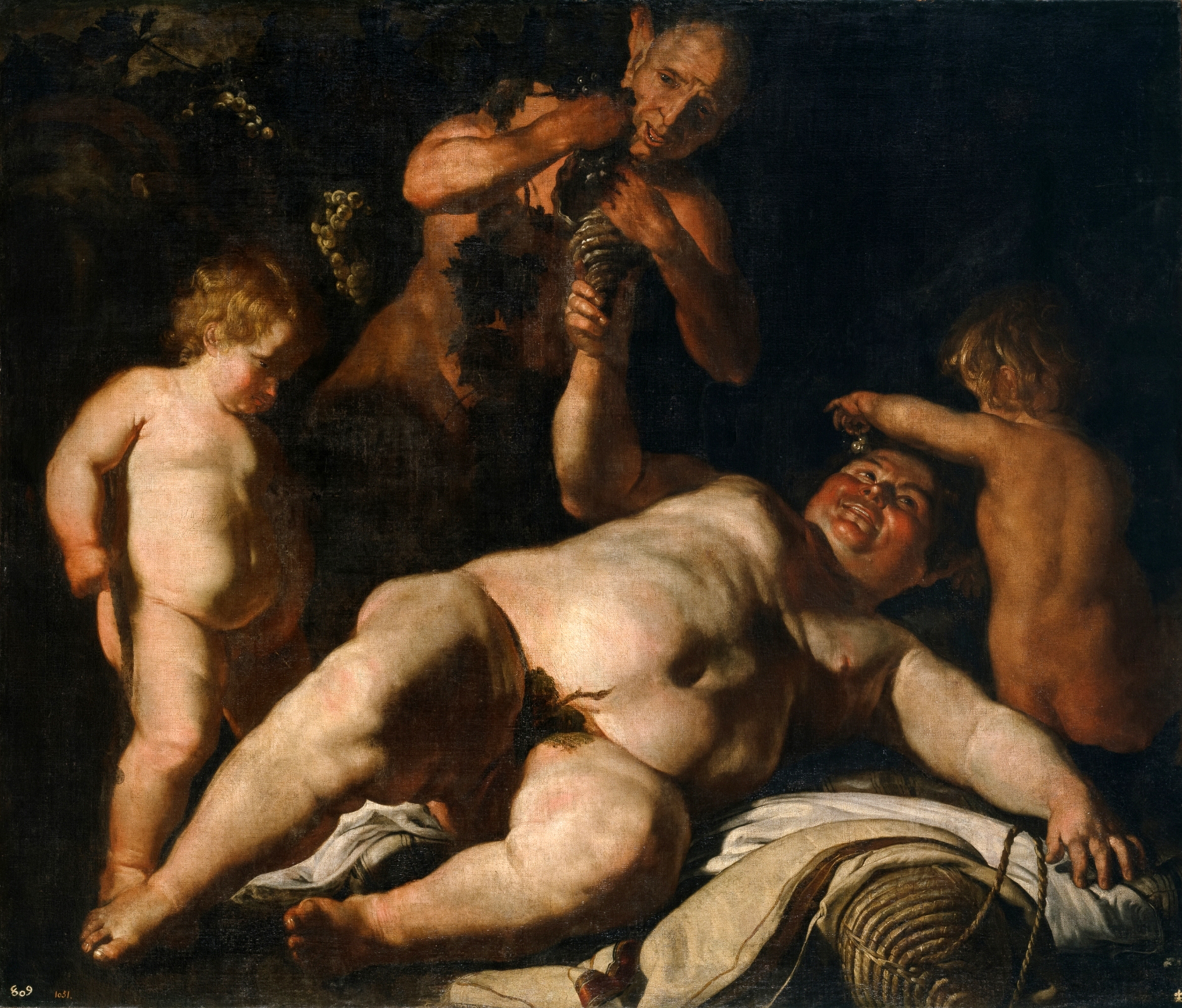
Пьяный силен. Ок. 1630. Холст, масло. Прадо, Мадрид
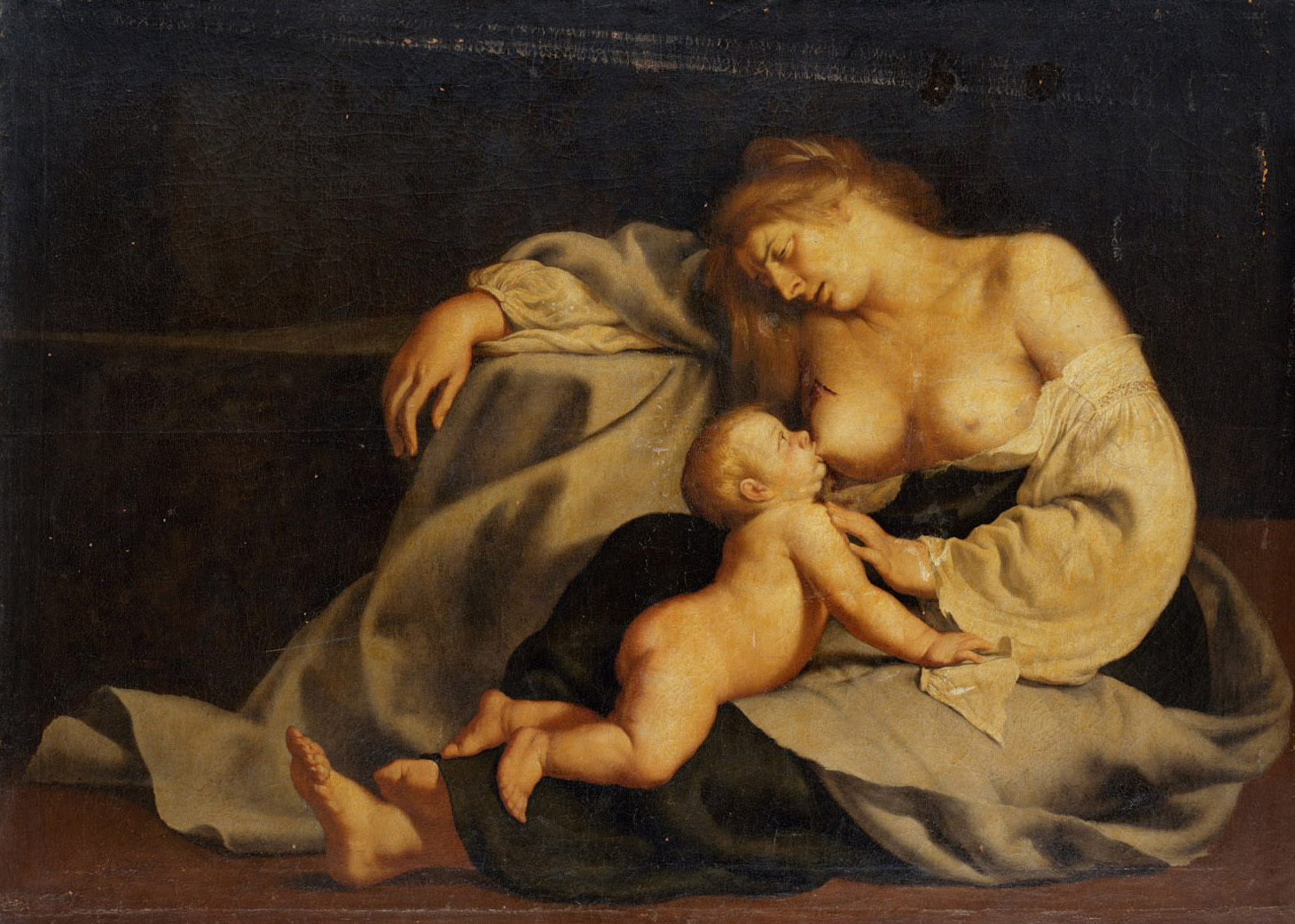
Умирающая мать. По картине Аристида из Фив. Между 1640 и 1650. Холст, масло. Музей истории искусств, Вена
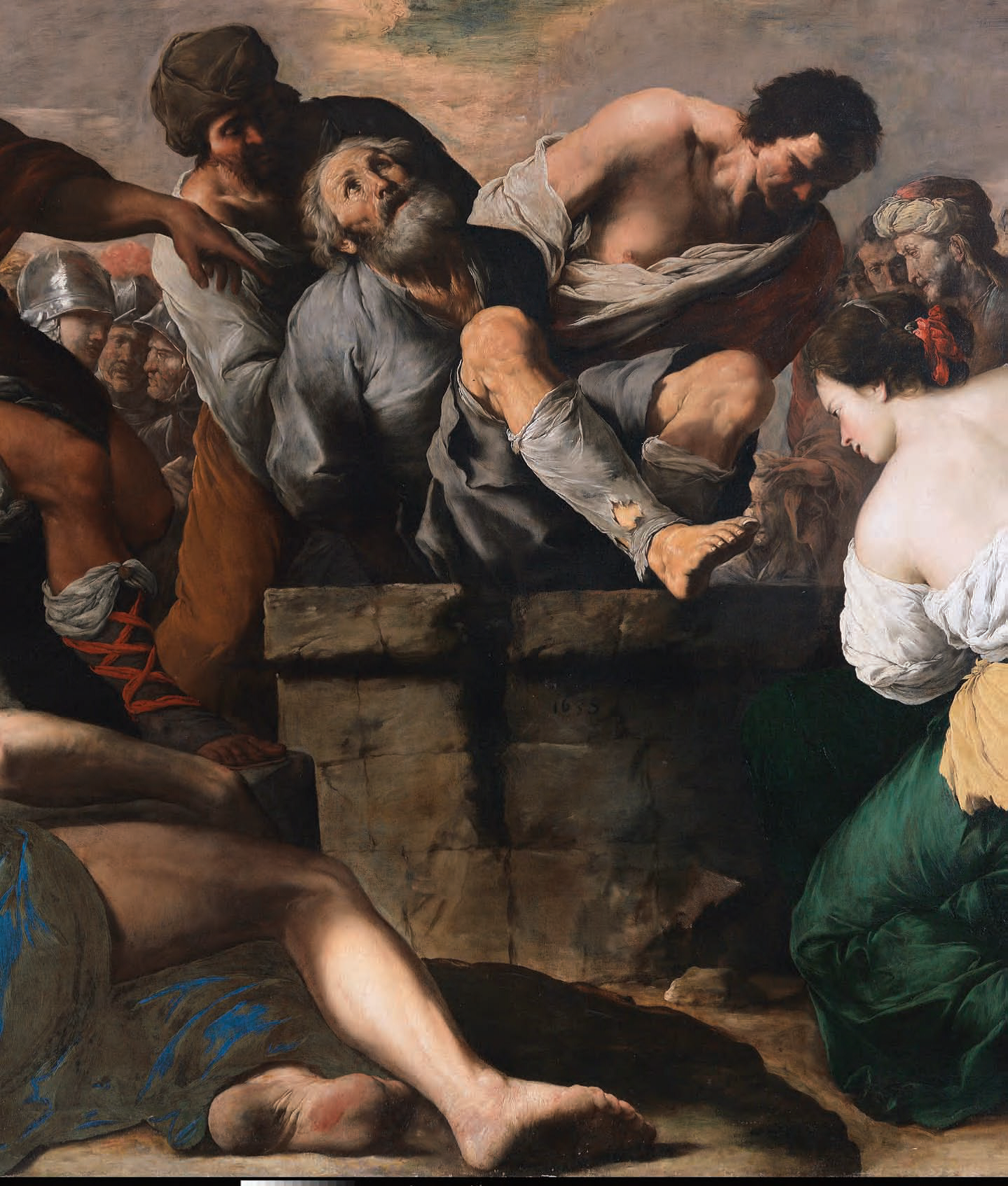
Святого Григория Армянского бросают в колодец. 1635. Холст, масло. Церковь Сан-Грегорио-Армено, Неаполь
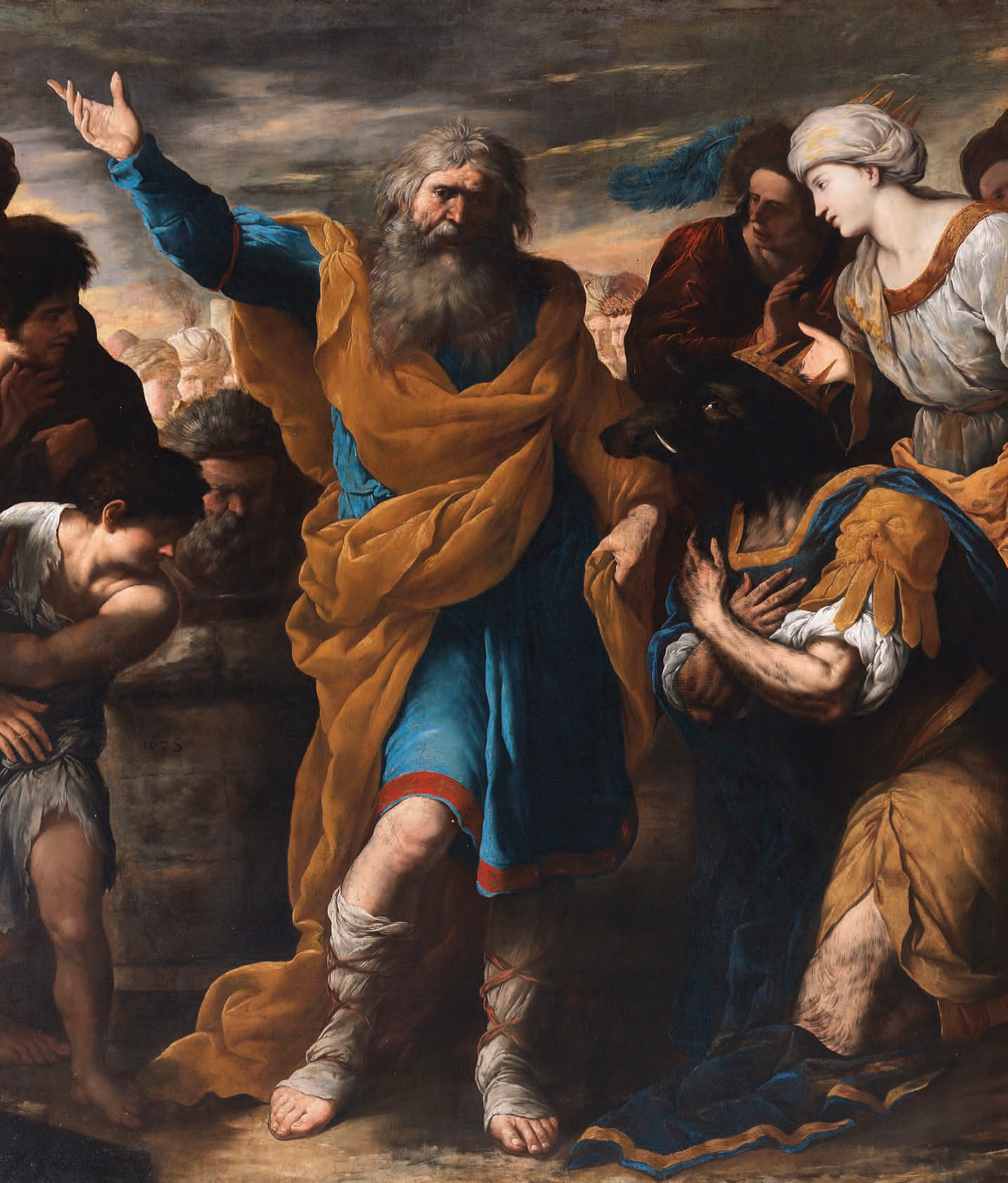
Царь Тиридат умоляет святого Григория вернуть ему человеческий облик. 1635. Холст, масло. Церковь Сан-Грегорио-Армено, Неаполь
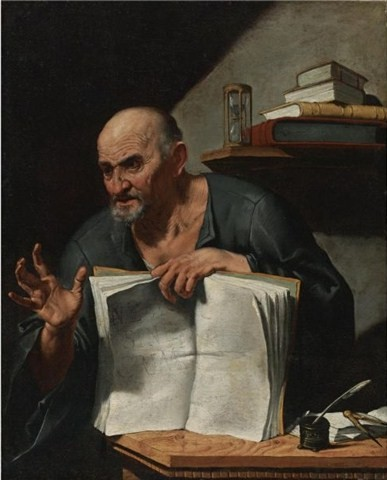
Портрет Дионисия Като. Местонахождение неизвестно